# Manípulo eletrónico

Elementos do joystick:
1. Manípulo
2. Pega
3. Botão de disparo
4. Botões extra
5. Interruptor de disparo automático
6. Nivelador de potência
7. Interruptor especial
8. Ventosa

Um manípulo eletrónico (também conhecido pelo anglicismo joystick) é um periférico de computador e videojogos pessoal ou um dispositivo geral de controle, que consiste numa vara vertical, na qual os pivôs se aproximam de uma extremidade e transmitem o seu ângulo em duas ou três dimensões a um computador.
O joystick é usado frequentemente para controlar os jogos de vídeo, e têm geralmente um ou mais botões de pressão cujo estado pode também ser lido pelo computador.
O termo joystick transformou-se em um sinônimo para controladores de jogo que podem ser conectados ao computador desde que o computador defina a entrada como uma "porta de jogos".
Além de controlar jogos, os manches são usados também para controlar máquinas tais como elevadores, guindastes, caminhões. Os joysticks mais diminutos recentemente foram adotados como dispositivos navegacionais para equipamentos eletrônicos menores tais como telefones móveis.

## História

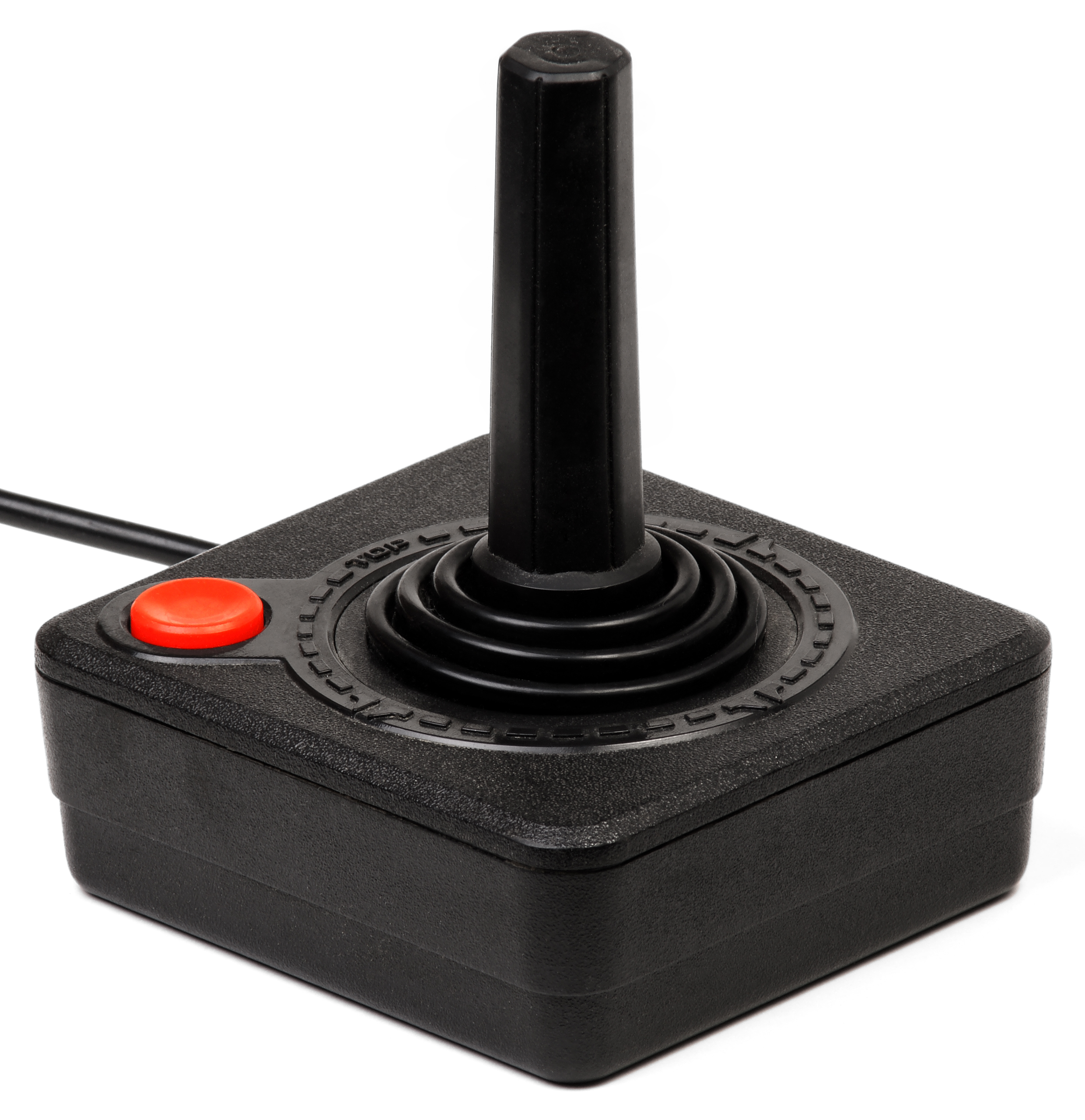
Joystick de um Atari 2600.

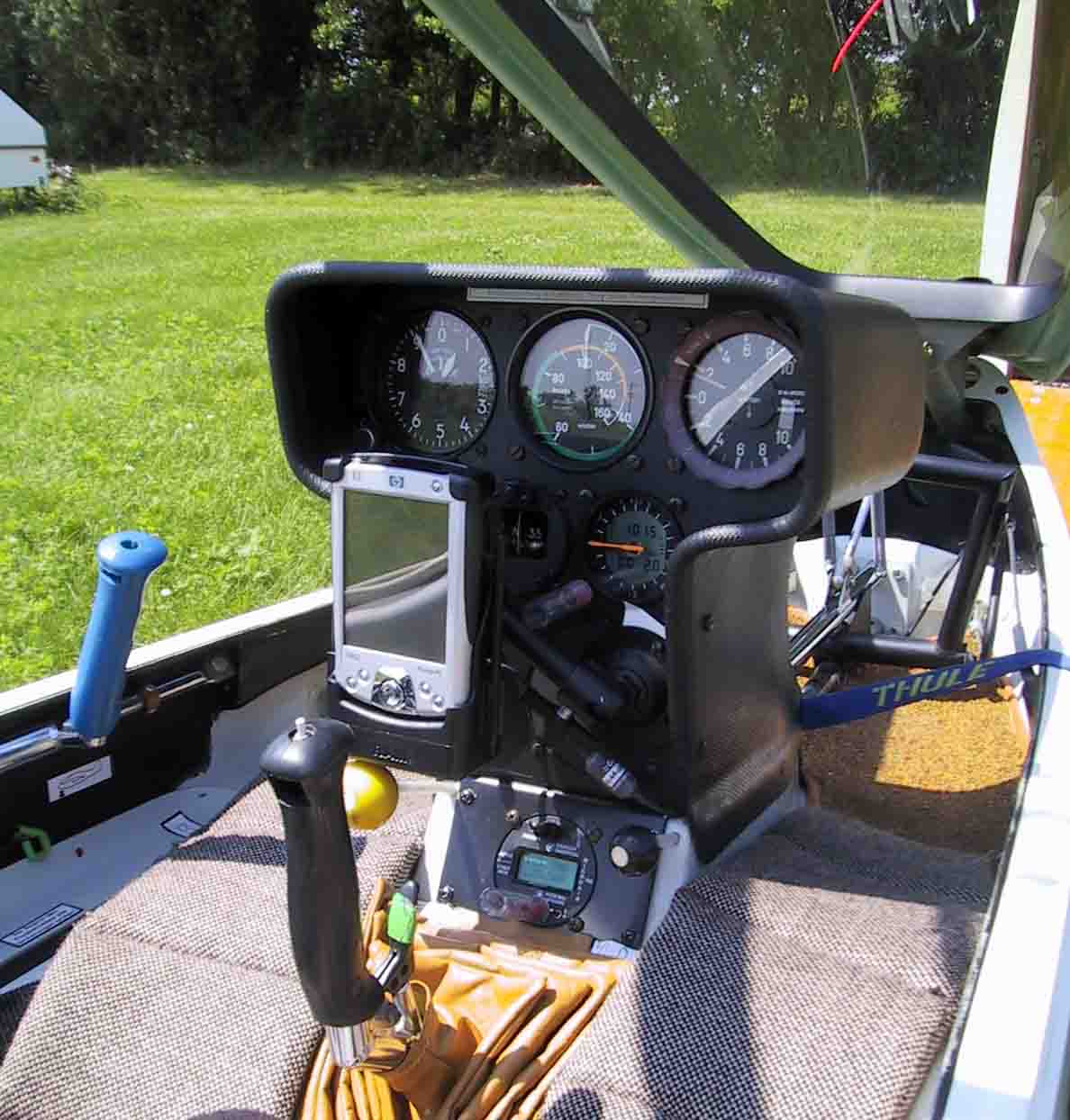
Joystick de um planador.

O joystick surgiu originalmente como controle de aeronaves e elevadores. Sua invenção é originalmente atribuída ao piloto francês Robert Esnault-Pelterie, existindo também reivindicações históricas entre os pilotos Robert Loraine, James Henry Joyce e Sr. A. E. George. Esse último foi pioneiro ao voar em um pequeno avião em Newcastle, na Inglaterra em 1910. É atribuído a ele a criação do "George Stick" o qual tornou-se popularmente conhecido como joystick. O joystick, apesar de estar presente nos recentes aviões desde século passado, a sua origem e utilização mecânica é incerta. O joystick elétrico de dois eixos foi inventado por C. B. Mirick no Laboratório de Pesquisa Naval dos Estados Unidos (NRL) e patenteado em 1926 (Patente U.S. nº 1.597.416) ".
A primeira utilização elétrica dos joystick provavelmente foi inventada por volta de 1944 na Alemanha. O aparelho tinha sido criado para direcionar as bombas Henschel Hs 293 para almejar navios. Esses joystick tinha um conjunto de interruptores ligado/desligado análogo aos sensores. O sinal transmitido a partir do joystick era conduzido por pequenos fios para ativar os mísseis.

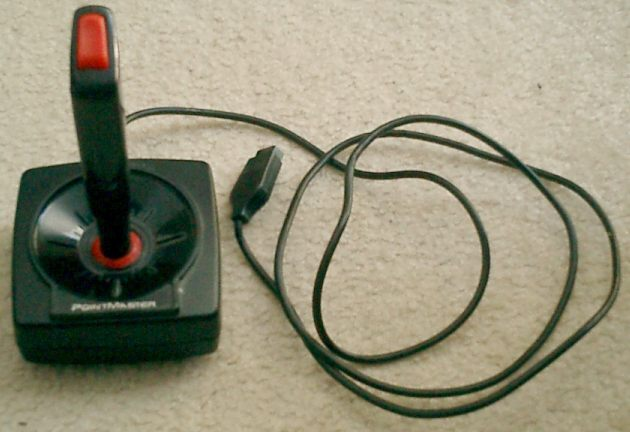
Joystick dos anos 80

O primeiro joystick da Atari, desenvolvido para o Atari 2600, foi um dos primeiros joystick digitais, composto por um simples botão de disparo, conectado via conector DE-9, suas especificações eletrônicas serviram como base para muitos anos. Nas construções de joystick, foram frequentemente usados como controladores nas primeira e segunda geração de games console, daí então desenvolveu-se a família dos comandos de videojogos, com a Nintendo Entertainment System e Sega Master System de entre os anos de 1985 e 1986.

## Funcionamento

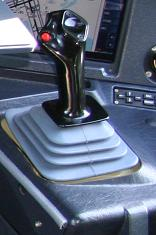
Sidestick de um Airbus A380.

O joystick é um periférico dos computadores ou aparelho de controle diverso, em que é composto por uma haste fixado a uma base em que transmite um ângulo de duas a três dimensões.
Joystick são frequentemente usados em videojogos, e geralmente composto por um ou mais botões em que seus estados são transmitidos ao computador para processamento diverso. Geralmente são configurados para movimentar em sentido da esquerda para direita, cima/baixo, podendo em joysticks de três dimensões (como controladores de aviões, entre outros) obter as variantes entre esses dois sentidos.

Em muitas aeronaves de aviões modernos, por exemplo, todas as aeronaves da Airbus desenvolvidas a partir da década de 1980, o joystick recebeu uma nova vida útil para controle de voo na forma de um "side-stick", um controlador semelhante a um joystick para jogos, mas que é usado para controlar o voo, substituindo o  manche tradicional. O side-stick economiza peso, melhora o movimento e a visibilidade no cockpit e pode ser mais seguro em um acidente do que o tradicional "manche de controle".

## Tecnologias utilizadas
Muitos joystick utilizam como interface de entrada e saída as porta de games que vem nos computadores, mais recentemente utilizam como conexão USB.
As tecnologias utilizadas nos joystick dividiram-se em: analógico e digital.

### Joystickanalógico
Esse tipo de joystick é caracterizado por conter circuitos de estados contínuos,  retorna ângulos em qualquer movimento em qualquer direção do plano (2D) ou espaço (3D), geralmente utilizam controladores elétricos (potenciômetros)  para obter os estados.

### Joystickdigitais
Usam internamente controladores digitais,  que retornam o estado ligado / desligado usados para capturar os comandos passados ao joystick.

### DE9Joystick
A porta DE9 era a mais comum nos joysticks fabricados nos anos 1980s.
| Pino | Atari 800 Atari VCS | Atari 7800 (*1) | Atari ST  | VIC-20 C-64 C64GS (*2) | Amiga          | CD32 (*3)          | Amstrad CPC      | MSX        | Mastersystem (*4) | Megadrive (Genesis) (*4) | Saturn (*4)  | Sinclair (*6) |
| ---- | ------------------- | --------------- | --------- | ---------------------- | -------------- | ------------------ | ---------------- | ---------- | ----------------- | ------------------------ | ------------ | ------------- |
| 1    | Cima                | Cima            | Cima      | Cima                   | Cima           | Cima               | Cima             | Cima       | Cima              | Cima                     | GND          | inativo       |
| 2    | Baixo               | Baixo           | Baixo     | Baixo                  | Baixo          | Baixo              | Baixo            | Baixo      | Baixo             | Baixo                    | Baixo        | comum         |
| 3    | Esquerda            | Esquerda        | Esquerda  | Esquerda               | Esquerda       | Esquerda           | Esquerda         | Esquerda   | Esquerda          | 1Y (-, Esquerda)         | Cima         | inativo       |
| 4    | Direita             | Direita         | Direita   | Direita                | Direita        | Direita            | Direita          | Direita    | Direita           | 2Y (-, Direita)          | VCC          | Botão         |
| 5    | Paddle B            | Botão Direita   | Botão 3   | Botão 3 (POTY)         | Botão 3 (POTY) | Shift Load OUT     | Botão 3          | VCC        | VCC (+5V)         | VCC (+5V)                | Select OUT 1 | Cima          |
| 6    | Botão               | Botão           | Botão 1   | Botão 1                | Botão 1        | Disparo, Clock OUT | Botão 2          | Botão 1    | TL (A)            | TL (A, B)                | Select OUT 2 | Direita       |
| 7    | VCC (+5V)           | VCC (+5V)       | VCC (+5V) | VCC (+5V)              | VCC (+5V)      | VCC (+5V)          | Botão 1          | Botão 2    | TH (inativo)      | TH (Select OUT)          | Direita      | Esquerda      |
| 8    | GND                 | GND             | GND       | GND                    | GND            | GND                | GND (Row 9) (*5) | Strobe OUT | GND               | GND                      | Esquerda     | comum         |
| 9    | Paddle A            | Botão Esquerda  | Botão 2   | Botão 2 (POTX)         | Botão 2 (POTX) | Serial Data IN     | GND (Row 6) (*5) | GND        | TR (B)            | TR (Start, C)            | VCC          | Baixo         |

(*1) Os botões do Atari 7800 precisam de um cabeamento especial.
(*2) Para o "Segundo Botão" (Direita) do rato/mouse, o a linha Botão "POT X" é utilizada.
(*3) O CD32 utiliza o pino 5 como um comutador.
(*4) Os joysticks da SEGA não podem ser utilizados em consoles compatíveis com "Atari", pois possuem uma eletrônica interna diferente.
(*5) A maioria dos joysticks utiliza o pino 9.
(*6) Sinclair +3

## Modelos no mercado
Basicamente os modelos presentes de joystick podem classificar resumidamente em três categorias: joystick básico, comandos, volantes. Diferenciando apenas em suas características operacionais como botões, facilidades adaptadas a situações específicas.
O joystick básico são os tradicionais como surgiram, formado basicamente por uma haste fixada a uma base;
O comando de videojogos é composto por uma base onde contém os botões, tais como o botão direcional, ou o botão de disparo, em que todo movimento é passado para o controlador. Nos dias de hoje muitos comandos vêm com tecnologias dual joystick que contém tanto analógico como digital.
O volante consiste em uma base que contenha o objeto simulado, como exemplo volante de carro, aviões, podendo atribuir pedais entre outros.